# Trung tâm văn hóa Lviv

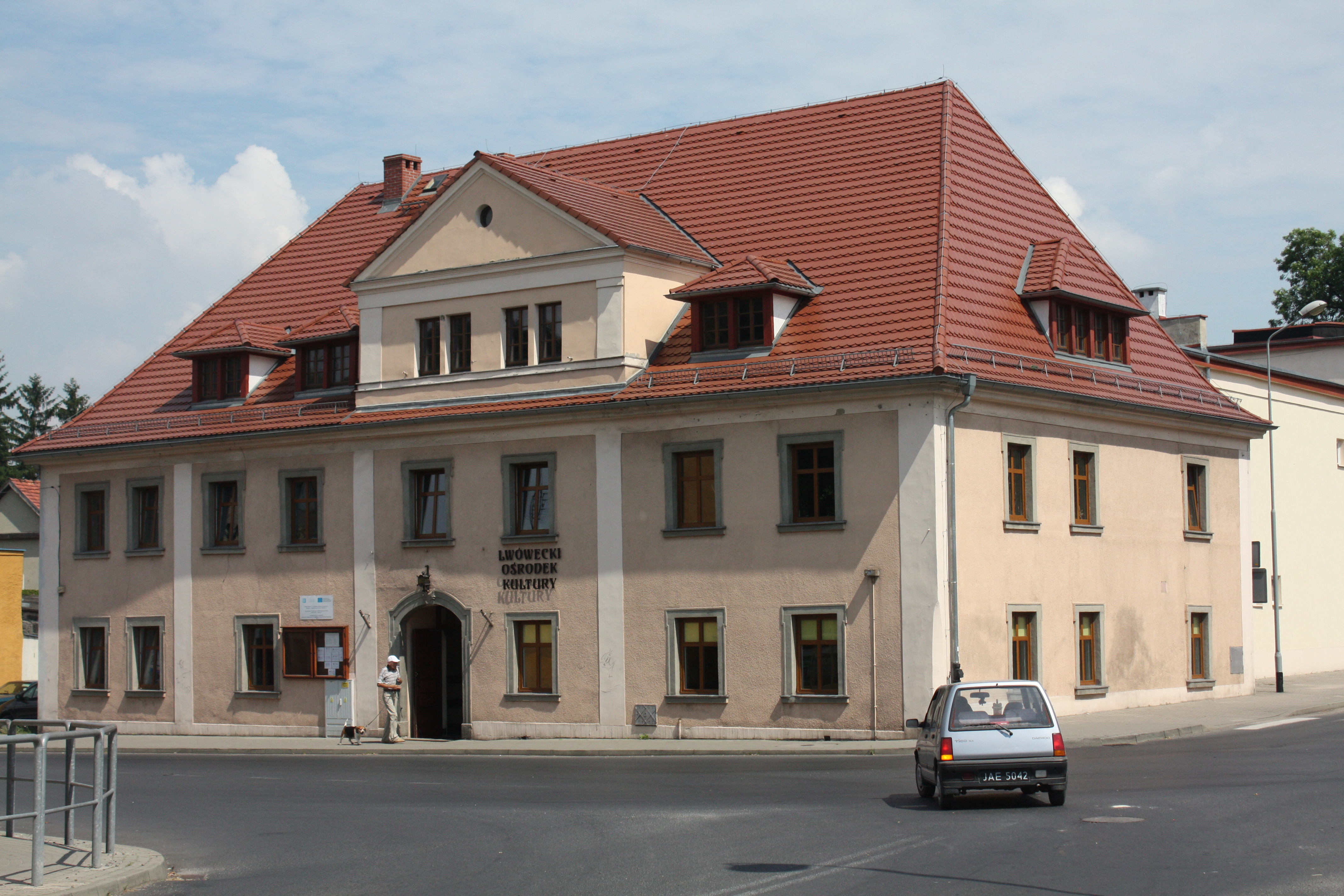
Trung tâm văn hóa Lviv

Trung tâm văn hóa Lviv (Tiếng Ba Lan: Lwówecki Ośrodek Kultury, viết tắt là LOK) là tổ chức văn hóa của chính quyền địa phương tại Lwówek Śląski. Trong Trung tâm văn hóa Lviv có một phòng triển lãm được gọi là "Klatka" (tạm dịch là "Chiếc lồng"), nằm ở hành lang và cầu thang của tòa nhà. Trung tâm văn hóa Lviv không có khán phòng 

## Phạm vi hoạt động
1. Giáo dục nghệ thuật cho trẻ em, thanh thiếu niên và người lớn bằng cách tổ chức các lớp học và khóa học trong các lĩnh vực như: 
  - khiêu vũ
  - múa bụng,
  - nhảy hiện đại,
  - breakdance,
  - zumba,
  - nhảy nghệ thuật,
  - sân khấu,
  - Âm nhạc,
  - chụp ảnh kỹ thuật số.
2. Điều hành phòng triển lãm "Klatka".
3. Chạy teletext trên truyền hình cáp địa phương.
4. Hỗ trợ cho văn phòng tổ chức sự kiện " Lwóweckiego Lata Agatowego" và các sự kiện ngoài trời khác do Gminę và Thành phố Lwówek Śląski tổ chức.
5. Phổ biến văn hóa cho công chúng (âm nhạc, nhà hát, phim ảnh).
6. Hỗ trợ trường học địa phương, các tổ chức và tổ chức phi chính phủ hoạt động trong lĩnh vực văn hóa.

## Nhiệm vụ của Trung tâm văn hóa Lviv
Giáo dục thông qua nghệ thuật là ưu tiên trong các hoạt động của Trung tâm. Trung tâm văn hóa Lviv tiến hành lớp học nghệ thuật trong các câu lạc bộ và ban nhạc, ngoài việc tham gia tụ họp, người tham gia còn nhận được một lượng lớn kiến thức và kỹ năng trong các lĩnh vực như khiêu vũ (hiện đại, breakdance, múa bụng), âm nhạc (lập ban nhạc, học chơi nhạc cụ), mỹ thuật (hội họa, điêu khắc), sân khấu, hoặc nhiếp ảnh kỹ thuật số. Khoảng 150 đến 180 học viên ở mọi lứa tuổi tích cực tham gia các lớp của Trung tâm văn hóa Lviv và khẳng định kỹ năng của họ trong các bài đánh giá và cuộc thi.  Trung tâm văn hóa Lviv mở cửa đón mừng cho các tổ chức phi chính phủ, hội và tổ chức, các cá nhân có mong muốn theo đuổi lĩnh vực nghệ thuật.